# Đường Ngột phi
Văn Hiến Chiêu Thánh Hoàng hậu (chữ Hán: 文獻昭聖皇后; ? - ?) sinh thời gọi Đường Ngột phi (唐兀妃), là phi tần của Nguyên Vũ Tông Hải Sơn, Hoàng đế thứ ba của nhà Nguyên trong lịch sử Trung Quốc. Bà là sinh mẫu của Nguyên Văn Tông Đồ Thiếp Mục Nhi, Hoàng đế thứ 8 và 10 của triều đại.
Bà chưa từng làm Hoàng hậu khi còn sống, chỉ được truy phong Hậu vị năm 1329 bởi Nguyên Văn Tông, con trai bà.

## Tiểu sử
Theo 《Nguyên sử》, bà xuất thân Đường Ngột thị (唐兀氏), người Đảng Hạng. Trong hậu cung nhà Nguyên, Hoàng đế được lập một Trung cung Hoàng hậu, nhiều Thứ Hoàng hậu và vô số phi tần cùng lúc. Đường Ngột thị là một trong các phi tần, gọi chung [Đường Ngột phi; 唐兀妃]. Đây không phải phong hào chính thức, Hoàng đế nhà Nguyên cũng không quy định thứ bậc dành cho phi tần hậu cung.
Nguyên sử chỉ ghi đầy đủ thông tin về Trung cung Hoàng hậu. Thứ Hoàng hậu ghi lại ít, còn phi tần gần như không có vì địa vị thấp, số lượng lại nhiều vô kể. Điều duy nhất sử gia biết về bà là năm 1304 sinh Đồ Thiếp Mục Nhi. Năm 1311, con trai bà bị Hoàng thái hậu Đáp Kỷ đuổi khỏi cung, không rõ số phận bà sau đó.
Năm 1329, Đồ Thiếp Mục Nhi đăng cơ, tức Nguyên Văn Tông. Khi này bà đã mất, Văn Tông truy thụy bà là [Văn Hiến Chiêu Thánh Hoàng hậu; 文獻昭聖皇后].